# 許康安
許康安（朝鮮語: 허강안）は、高麗の役人であり、朝鮮の氏族の河陽許氏の始祖である。
許康安は金官加羅国の初代王首露王の妃のサータヴァーハナ朝の王女許黄玉の33代子孫である。
許康安は高麗時代に河州戸長を務め、その後河州の刺吏を務めた。